# インヴァスト証券
インヴァスト証券株式会社（英: INVAST Securities Co., Ltd.）は、外国為替証拠金取引、店頭CFDを扱う東京都港区に本拠を構える証券会社。インヴァスト株式会社の100％子会社。

## 概要
インヴァスト証券は、あらゆる金融資産を高い資金効率で取引できるデリバティブが持つ可能性を信じ「デリバティブとテクノロジーで、資産運用の未来をつくる。」というミッションを掲げている。
ミッションを実現するために、全役職員で共有する価値観、行動指針として「情熱」「挑戦」「責任」「高い品質」「顧客第一」という5つのバリューを定められている。
元は兵庫銀行（現・みなと銀行）系の証券会社・丸起証券。大阪府大阪市北区曽根崎に本店を置いていたが、1996年に阪神・淡路大震災後の神戸を励まし元気づける意味を込め、こうべ証券（後、KOBE証券）と社名を変更している。
2007年4月1日、現社名に商号変更、事業展開を一新。2006年3月よりJASDAQに上場している。
なお、現社名インヴァスト証券の『invast』とは、『invest（投資）』と『vast（広大な）』を掛けた造語である。
2009年8月より対面業務などを他社に譲渡し、オンライン業務に特化している。取扱いはオンラインでの取引所FX（くりっく365）、店頭FX（トライオートFX、マイメイト）、店頭CFD（トライオートCFD、トライオートETF）に特化している。
2013年7月17日に開催された「フォレックス・マグネイト東京サミット2013」表彰式において、「ベスト・FXブローカー賞」、「ベスト・マーケティングブローカー賞」を受賞する。
2012年8月にスター為替証券からFX事業と取引所CFD事業を  、三田証券から取引所FX事業を譲り受ける予定であることを発表し、12月に両社から事業を譲り受け継承した
2013年12月にサイバーエージェントFX（現・外貨ex by GMO）から取引所FX事業を譲り受けることを発表し、2014年3月に事業を承継した。
2018年7月に光陽ホールディングスから光陽ファイナンス株式会社の株式を取得し、子会社化。
2020年9月に 持株会社体制への移行に伴う完全親会社のインヴァスト株式会社設立および同社の東京証券取引所JASDAQ（スタンダード）へのテクニカル上場（2020年10月1日付）により上場廃止。

## 沿革
- 1960年（昭和35年）8月 - 大阪市に丸起証券株式会社を資本金50,000千円で設立。
- 1967年（昭和42年）8月 - 阪堺証券株式会社及び中嘉証券株式会社の営業権を譲受。
- 1968年（昭和43年）4月 - 改正証券取引法に基づく証券業の第1号、第2号および第4号免許を取得。
- 1986年（昭和61年）7月 - 大阪証券取引所の正会員資格取得。
- 1988年（昭和63年）3月 - 改正証券取引法に基づく証券業の第3号免許を取得。
- 1996年（平成8年）3月 - こうべ証券株式会社に商号変更。
- 1998年（平成10年）
  - 5月 - 東京証券取引所の正会員資格取得。
  - 12月 - 改正証券取引法に基づく、証券取引法第28条の証券業の登録同第2条第8項第4号に掲げる業務のうち有価証券の元引受けを行う業務の認可。
- 2002年（平成14年）7月 - 貸金業の規制等に関する法律第2条第1項に規定する貸金業の開始。
- 2003年（平成15年）12月 - 株式会社名古屋証券取引所IPO取引資格取得。
- 2004年（平成16年）
  - 2月 - 株式会社日本証券クリアリング機構清算資格取得現物、株券オプション、国債先物等、株価指数先物等清算資格の自社清算資格。
  - 3月 - 有価証券に係る投資顧問業の規制等に関する法律第2条第2項に規定する投資顧問業の開始。
  - 12月 - 株式会社ジャスダック証券取引所取引資格取得。
- 2005年（平成17年）6月 - KOBE証券株式会社に商号変更。
- 2006年（平成18年）
  - 1月 - 名古屋証券取引所総合取引参加者資格取得。
  - 2月 - 大阪証券取引所 ニッポン・ニュー・マーケット「ヘラクレス」に株式を上場。
- 2007年（平成19年）
  - 4月 - インヴァスト証券株式会社へ商号変更。本店所在地を東京都港区に変更。
  - 9月 - 金融先物取引法に基づく金融先物取引業の登録、金融商品取引法に基づく金融商品取引業者としての登録、東京金融取引所の会員加入、商品取引員の許可取得。
  - 10月 - 商品先物取引業の三貴商事からオンライン事業を吸収分割により承継。
- 2009年（平成21年）
  - 8月 - 対面証券事業をばんせい山丸証券に会社分割により譲渡。
  - 12月 - ばんせい山丸証券の店頭為替証拠金取引事業を会社分割により承継。
- 2010年（平成22年）
  - 3月 - 商品先物取引事業をドットコモディティ株式会社に会社分割により譲渡。
  - 10月 - 大阪証券取引所「ヘラクレス市場」とJASDAQとの市場統合により、「JASDAQ市場」へ上場変更。
- 2011年（平成23年）11月 - 選択型システムトレード「シストレ24」サービス開始。
- 2012年（平成24年）12月 - スター為替証券からFX事業と取引所CFD事業を、三田証券から取引所FX事業を会社分割により承継。
- 2013年（平成25年）2月 - オーストラリアに現地法人Invast Financial Services Pty Ltd.を設立。
- 2014年（平成26年）3月 - サイバーエージェントFX（現・外貨ex by GMO）から取引所FX事業を会社分割により承継。オートパイロット型裁量FX「トライオートFX」サービス開始。
- 2016年（平成28年）4月 - ETF自動売買「トライオートETF」サービス開始。
- 2017年（平成29年）7月 - 提携クレジットカード発行開始。ポイント積立投資「マネーハッチ」サービス開始。
- 2018年（平成30年）
  - 7月 - 光陽ファイナンス株式会社の株式を取得、連結子会社化。
  - 10月 - 光陽ファイナンスがインヴァストキャピタルマネジメント株式会社へ商号変更。
- 2019年（令和元年）8月 - 提携クレジットカード「ゴールドカード」の発行開始。育てるAIトレード「MAiMATEマイメイト」サービス開始。
- 2020年（令和2年）
  - 1月 - ポイント積立投資「マネーハッチ」に「REX CARD」を追加。
  - 2月 - 本店所在地を東京都中央区に変更。
  - 8月 - 東京金融取引所の取引所株価指数証拠金取引（くりっく株365）事業を岡三オンライン証券に吸収分割により譲渡。
  - 8月 - FX24のサービスを終了し、トライオートFXと事業統合
  - 9月 - 持株会社体制へ移行。完全親会社・インヴァスト株式会社の設立、並びに同社の東京証券取引所JASDAQ（スタンダード）へのテクニカル上場（2020年10月1日付）により上場廃止。
- 2021年（令和3年）
  - 3月 - 選択型FX自動売買サービス「シストレ24」のサービス終了（「トライオートFX」にサービス統合）
  - 4月 - 子会社（Invast Financial Services Pty Ltd.およびインヴァストキャピタルマネジメント株式会社）株式を親会社（インヴァスト株式会社）へ現物配当し、非子会社化
- 2022年（令和4年）1月 - トレーディングAIによるFX取引サービス「マイメイト」実取引機能リリース
- 2023年（令和5年）12月 - トライオートリニューアル
- 2024年（令和6年）4月 - トライオートCFDリリース
- 2025年（令和7年）3月 - トレーディングAIによるFX取引サービス「マイメイト」のサービス終了
- 2025年（令和7年）7月 - 港区台場に移転